# North Greenwich (stanice metra v Londýně)
North Greenwich je jedna ze stanic londýnského metra na Jubilee Line, v její jihovýchodní části otevřené 14. května 1999. Do 17. září téhož roku plnila funkci konečné, než byl dokončen další traťový úsek linky směrem na východ.
Přestože název stanice tvoří geografické označení, nenachází North Greenwich ve skutečnosti v severním Greenwichi. Stanice se rozkládá na ostrově Island of Dogs. Mezi lety 1872 a 1926 se tu nacházelo železniční nádraží. Stanice leží ve druhém a třetím tarifním pásmu (travelcard zone).
Kapacita North Greewich je největší ze všech stanic na Jubilee Line. Každou hodinu zde může nastoupit a vystoupit okolo 20 000 cestujících. Hlavním účelem stanice je zajistit dopravní spojení pro nedaleký Millennium Dome. Doprava sem však není natolik frekventovaná, jak se zprvu očekávalo, a tak stanice, stejně jako přilehlý dóm, jsou nedostatečně vytížené.
Nástupiště stanice je podzemní, ostrovní a s povrchem spojené pomocí tříramenných eskalátorů a pevného schodiště. Kolejiště je oddělené od perónu pomocí prosklené stěny s dveřmi, které se otevírají vždy, když přijede vlak. Autorem architektonického ztvárnění celé stanice, pro které jsou charakteristické hlavně modré dlaždice, je architekt Will Aslop.
Vedle samotné stanice se rozkládá autobusový terminál, z něhož jezdí spoje do Stratfordu, Bexleyheath, Greenwiche a Lewishamu.